# Kendo Kata
El Nihon Kendo Kata (en japonés: 日本剣道形) es un entrenamiento de formas en el kendo. También se le conoce simplemente como kendo kata o kata. Kendo Kata son patrones fijos que enseñan a los kendoka (practicantes de kendo) los elementos básicos del manejo de la espada. Hay dos roles, uchidachi  (en japonés: 打太刀), el maestro, y shidachi (en japonés: 仕太刀), el alumno.

## Historia

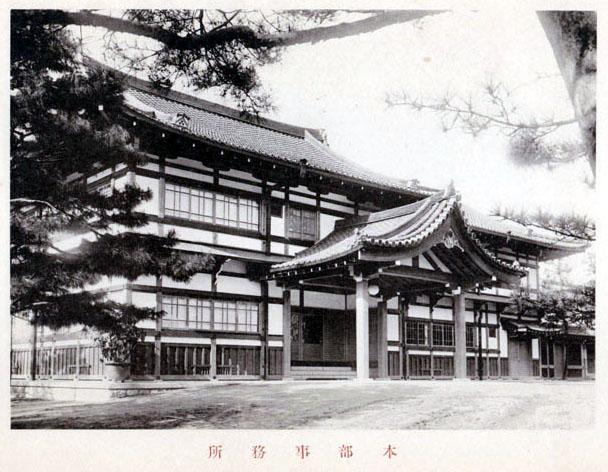
Dai Nihon Butokukai Hombu 1932

Kata se utilizó originalmente para preservar las técnicas y la historia del kenjutsu para las generaciones futuras. En el pasado, muchos ryu o escuelas de kendo y kenjutsu tenían su propio conjunto de katas que los estudiantes solían aprender. Los katas se unificaron por primera vez en Keishicho Gekken Kata o Departamento de Policía Attacking Motion Kendo Kata, cuando se contrataron kenshi ejemplares para estandarizar la instrucción de katas en 1880.
Fue promulgado en el primer año de la era Taisho (1912) a través de las discusiones de los 25 miembros del comité establecido en la Dai Nippon Butokukai, una organización que representa a diversas escuelas de artes marciales. Se practica para adquirir habilidades como el etiqueta, el kamae (postura), el taido (actitud), la respiración, el corte del sable, la distancia, el espíritu, los movimientos de los pies y el zanshin (residuo del espíritu) en el kendo.
El kendo kata es considerado un texto sagrado debido a que los miembros del comité eran expertos en artes marciales en ese momento y también por la historia en la que el kendo de la Dai Nippon Butokukai se desarrolló mientras las diversas escuelas de artes marciales declinaban. Sin embargo, en realidad, se trata de una forma establecida seleccionando los movimientos más básicos para la educación en el kendo de las escuelas secundarias.
El kendo kata y el entrenamiento con shinai (espada de bambú) se comparan con las dos ruedas de un automóvil, y ambos son considerados indispensables para el dominio. Sin embargo, en la actualidad, el kendo kata a menudo se entrena solo de manera superficial durante los exámenes de promoción de grado y las demostraciones públicas, y se le da menos importancia en comparación con el entrenamiento con shinai. Por lo tanto, en los últimos años, se han realizado competiciones de Nihon kendo kata (donde dos parejas realizan una demostración y los jueces determinan cuál de las dos parejas realizó una demostración más destacada) para revalorizar el kendo kata en Japón.

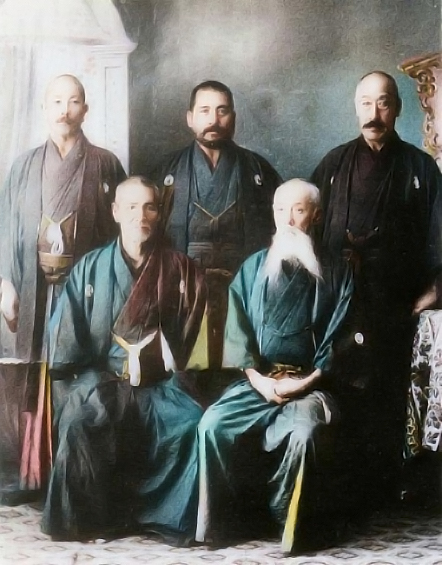
Comité principal encargado de establecer las formas del Imperial Japón en el arte del Kendo. Desde la derecha en la fila frontal: Negishi Shingoro, Shinpei Tsuji. Desde la derecha en la fila posterior: Monna Tadashi, Naitō Takaharu, Takano Sasaburō.

## Kendo Kata de la Dai Nippon Butokukai
En el período posterior a la era Meiji, la Dai Nippon Butokukai decidió establecer una forma común que trascendiera las escuelas de artes marciales para promover y desarrollar el kendo. En julio de 1906, en el año 39 de la era Meiji, se nombró a siete miembros para el comité encabezado por Noboru Watanabe.
| Miembros del comité  | Título | Escuela            | Prefectura |
| -------------------- | ------ | ------------------ | ---------- |
| Noboru Watanabe      | Hanshi | Shinomune-ryu      | Tokio      |
| Unshiro Shibae       | Hanshi | Shinomune-ryu      | Nagasaki   |
| Kanichiro Mitsuhashi | Hanshi | Musashi-ryu        | Kioto      |
| Shiroku Tokuo        | Hanshi | Chokushin Kage-ryu | Tokio      |
| Daisaku Sakabe       | Hanshi | Kyoshin Meichi-ryu | Aichi      |
| Shingo Negishi       | Hanshi | Shinomune-ryu      | Tokio      |
| Morie Abe            | Hanshi | Chokushin Kage-ryu | Okayama    |

El comité, encabezado por Noboru Watanabe, presentó una propuesta y se llevaron a cabo varias discusiones con los demás miembros. El 13 de agosto del mismo año, se informó al presidente de la Dai Nippon Butokukai, Kanetake Ohura, y se obtuvo la aprobación del príncipe imperial Akihito Komatsu, quien era el presidente honorario. Luego, a fines de diciembre de ese año, se anunció como "Dai Nippon Butokukai Kendo Kata". Consistía en tres formas: Ten (Cielo), Chi (Tierra) y Jin (Humanidad) (Alto, Medio y Bajo). Sin embargo, se dice que los miembros mostraron reservas hacia Watanabe, quien tenía un alto estatus social, y la decisión se tomó sin una discusión suficiente. Como resultado, muchos no estaban satisfechos y esta forma no se difundió ampliamente.

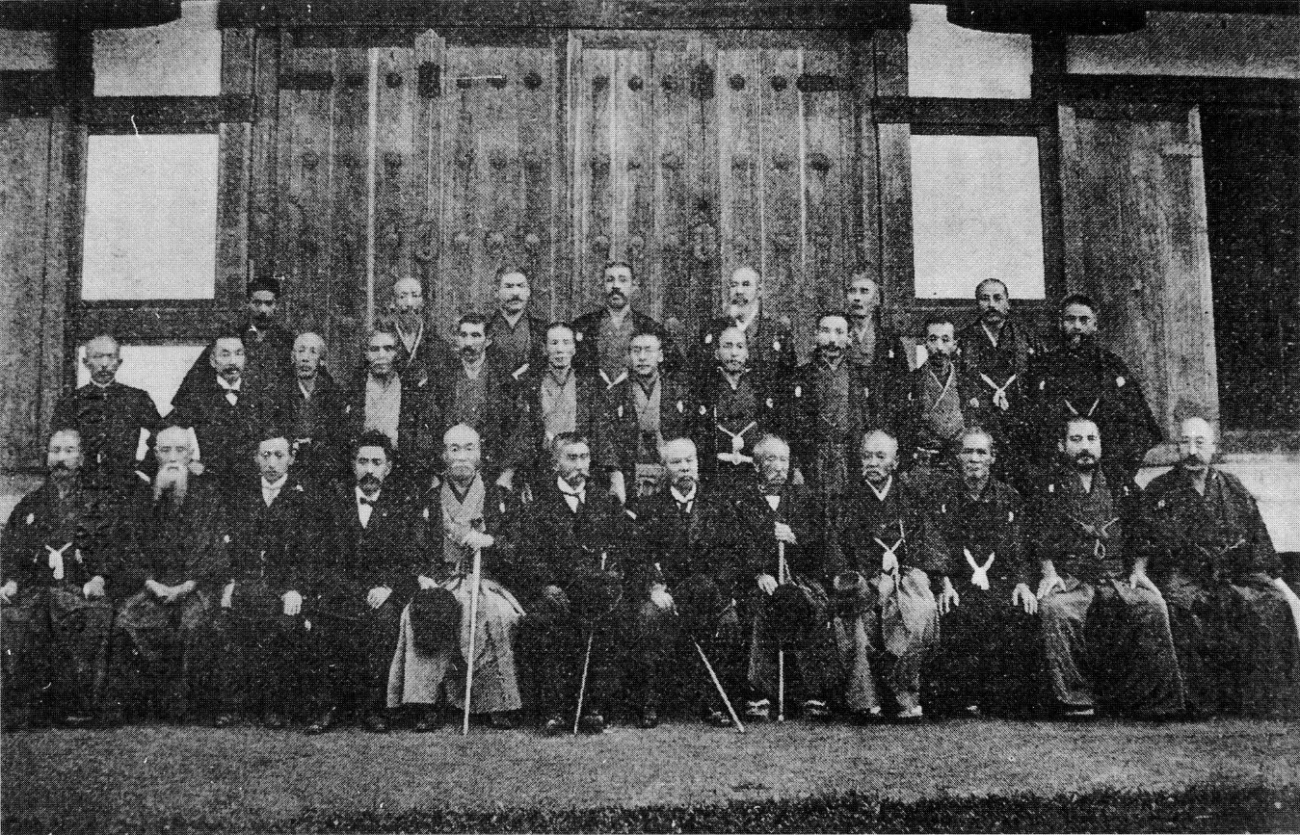
Miembros del Comité de Establecimiento del Kendo Imperial de la Gran Nación Japonesa y Ejecutivos de la Dai Nippon Butokukai.

## Kendo Kata del Imperio de Japón
En el año 1906, durante el período tardío de la era Meiji en Japón, la Dai Nippon ButokuKai decidió establecer una forma común de kenjutsu para promover y desarrollar esta disciplina marcial. En julio de 1911, el Ministerio de Educación decidió incluir el judo y el kendo como materias regulares en las escuelas secundarias. En un seminario para maestros de escuelas secundarias celebrado en la Escuela Normal Superior de Tokio, el responsable Jigoro Kano destacó la necesidad de formas más unificadas y universales.
La Dai Nippon Butokukai dividió el país en 11 regiones: Tokio, Kioto, Kinki, Tokai, Kanto, Tohoku, Hokuriku, Chugoku, Shikoku, Kyushu y Taiwán. Se seleccionó a uno o dos representantes de cada región, según el número de instructores disponibles, y se formó un comité de investigación compuesto por 25 miembros. Miembros del comité (las letras en negrita son jefes).
| Miembros del comité                     | Título        | Escuela                                     | Prefectura                       |
| --------------------------------------- | ------------- | ------------------------------------------- | -------------------------------- |
| Negishi Shingorō 根岸 信五郎 1844-1913  | Hanshi (範士) | Escuela Shindō Munen-ryū                    | Prefectura de Tokio              |
| Shinpei Tsuji 辻 真平 1849-1914         | Hanshi (範士) | Escuela Shingyōtō-ryū                       | Prefectura de Saga               |
| Monna Tadashi 門奈正 1855-1929          | Kyōshi (教士) | Escuela Hokushin Ittō-ryū                   | Sede de Butokukai                |
| Naitō Takaharu 内藤 高治 1862-1929      | Kyōshi (教士) | Escuela Hokushin Ittō-ryū                   | Sede de Butokukai                |
| Takano Sasaburō 高野 佐三郎 1862-1950   | Kyōshi (教士) | Escuela Chūsei Nishi de Iaidō               | Escuela Normal Superior de Tokio |
| Shibae Unpachirō 柴江運 八郎 1834-1912  | Hanshi (範士) | Escuela Shinmō Munen Ryu                    | Prefectura de Nagasaki           |
| Shingai Tadaatsu 真貝忠篤 1842-1920     | Hanshi (範士) | Escuela Tamiya-ryū (Tsumaki)                | Prefectura de Tokio              |
| Tsutō Wada 和田 傳                      | Hanshi (範士) | Escuela Shinkage-ryu                        | Prefectura de Kumamoto           |
| Minatobe Kuniharu 湊辺 邦治             | Kyōshi (教士) | Escuela Yamaguchi-ryu                       | Sede de Butokukai                |
| Kimura Shikihide (木村 敷秀) 1855-1924  | Kyōshi (教士) | Escuela Kashima Shinden Jikishinkage-ryū    | Escuela secundaria de Tokio      |
| Ota Yaryu (太田 弥龍)                   | Kyōshi (教士) | Escuela Kashima Shinden Jikishinkage-ryū    | Kioto                            |
| Yano Katsujiro (矢野勝治郎) 1858-1931   | Kyōshi (教士) | Escuela Kashima Shinden Jikishinkage-ryū    | Kioto                            |
| Shibata Eimori 柴田衛守 1849-1925       | Kyōshi (教士) | Escuela Shogun Anma-ryu                     | Prefectura de Tokio              |
| Nakayama Hakudō 中山博道 1872-1958      | Kyōshi (教士) | Escuela Shindō Munen-ryū                    | Prefectura de Tokio              |
| Takahashi Kyutaro 高橋赳太郎 1859-1940  | Kyōshi (教士) | Escuela Mugai-ryu Escuela Tsuda Ichiden-ryu | Kinki, Prefectura de Hyogo       |
| Tanaka Atsushi 田中厚"                  | Kyōshi (教士) | Escuela Kitō Ittō-ryū                       | Tokai, Prefectura de Aichi       |
| Kazuo Ozawa 小澤一郎                    | Kyōshi (教士) | Escuela Kitō Ittō-ryū                       | Kanto, Prefectura de Ibaraki     |
| Senzō Hoshino 星野仙蔵 1870-1017        | Kyōshi (教士) | Escuela Onoha Itto-ryu                      | Kanto, Prefectura de Saitama     |
| Ozeki Norimasa 小関教政 1871-1936       | Kyōshi (教士) | Escuela Itto Shoden Muto-ryu                | Tohoku, Prefectura de Yamagata   |
| Nobuo Uemura 上村信夫 1851-1915         | Kyōshi (教士) | Escuela de Kanshin-ryu                      | Hokuriku, Prefectura de Niigata  |
| Hisashi Ninomiya 二宮久 1850-1925       | Kyōshi (教士) | Escuela de Yagyū Shinkage-ryū               | Prefectura de Yamaguchi          |
| Zenzaburo Kawasaki 川崎善三郎 1860-1944 | Kyōshi (教士) | Escuela de Mugai                            | Shikoku, Prefectura de Kochi     |
| Sasaki Masayoshi 佐々木正宜 1857-1922   | Kyōshi (教士) | Escuela de Espada de Estilo Suiho           | Kyūshū, Prefectura de Kagoshima  |
| Asano Ichima 浅野一摩 1852-1934         | Kyōshi (教士) | Escuela Tsuda-ichiden-ryu                   | Kyūshū, Prefectura de Fukuoka    |
| Tomiyama En 富山円 1851-1944            | Kyōshi (教士) | Escuela Chikushin Eiryu                     | Taiwán                           |

Se inició la elaboración de un borrador de formas basado en el 'Dainippon Butokukai Kendō Kata', pero unificar las opiniones de las diferentes escuelas se convirtió en una tarea difícil, lo que provocó intensos debates. Uno de los principales miembros, Iwasaburō Takano, llevaba una daga oculta en su pecho y estaba dispuesto a apuñalarse si sus opiniones no eran aceptadas durante las reuniones.
Después de aproximadamente un año de discusiones, se anunció en octubre de 1912 el 'Dainippon Teikoku Kendō Kata', compuesto por siete formas de tachi y tres formas de kodachi, en un total de diez formas. Al mismo tiempo, se declaró: 'Si en el futuro se descubren puntos que requieran modificaciones y sean ampliamente aceptados por la opinión pública, la organización celebrará nuevamente una comisión de investigación'.
Conforme se popularizaba, surgieron diferencias en la interpretación, por lo que se añadieron notas en 1917. Además, en el 1933, se realizaron ampliaciones y se añadieron más notas.

## Evaluación de Kendo Kata

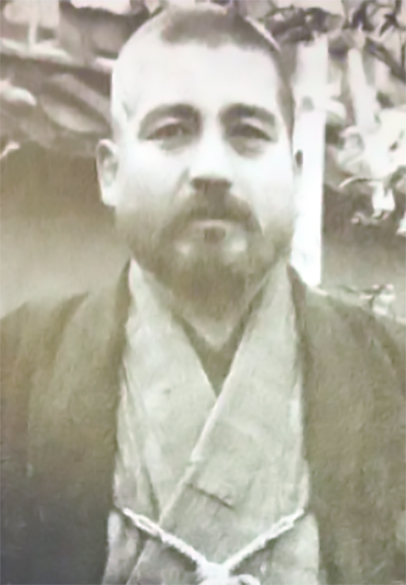
Naitō Takaharu
1862-1929

En 1912 durante la evaluación del Dainippon Teikoku Kendō Kata:
Naitō Takaharu (内藤高治) de la escuela Hokushin Ittō-ryū mencionó en sus comentarios: Las formas de kendo, como es bien sabido, han sido estudiadas por los fundadores de cada escuela a lo largo de los años, basándose en la experiencia práctica y ajustándose a los principios correspondientes. No es necesario establecer nuevas formas, ya que todas ellas se han adaptado adecuadamente a sus fundamentos. Sin embargo, dado que el kendo se ha convertido en una materia obligatoria en escuelas de nivel medio, es necesario establecer formas adecuadas que se enseñen en ese nivel. Conscientes de esta necesidad, el Honbu de ButokuKai ha seleccionado a cinco examinadores principales en consulta con los profesores superiores y ha nombrado a dieciocho comisionados de todo el país. La forma que los examinadores principales han propuesto es la forma imperial de kendo. Sin embargo, una vez que se ha establecido esta forma, no se debe considerar innecesaria la forma tradicional de cada escuela. Esta forma recién establecida es simplemente una forma adecuada para la enseñanza en nivel medio.

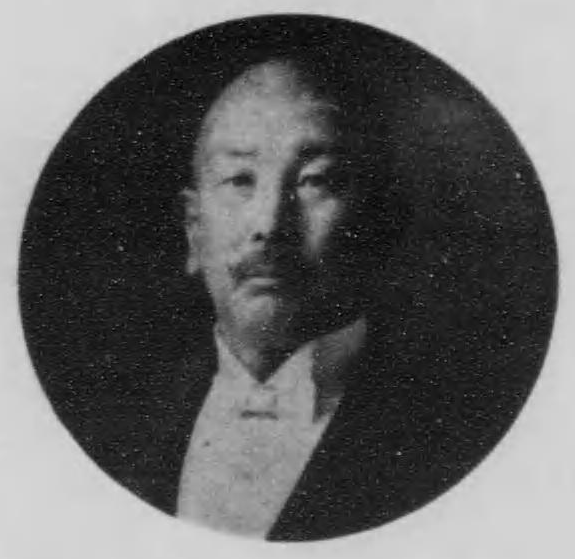
Takano Sasaburo
1862-1950

Takano Sasaburō (高野 佐三郎) de la escuela es esgrima Nakanishi-ha Itto-ryuen, en sus observaciones consideró: El kendo kata es una compilación de los elementos más fundamentales dentro de la técnica del kendo. A través de ellos, se busca lograr una postura precisa, una mirada alerta, eliminar los vicios técnicos, corregir la trayectoria del sable, realizar movimientos ágiles y ligeros, realizar ataques precisos, comprender la distancia adecuada, elevar el espíritu y entrenar la concentración. Al principio, al enfrentarse en combates equilibrados con el bogu (equipamiento), si la postura y los movimientos están desordenados, si no se mide correctamente la distancia y los ataques no son precisos, se adquieren muchos malos hábitos y el progreso se retrasa. Por lo tanto, en tiempos antiguos, se estableció el orden de que primero se debía dominar los kata antes de participar en combates. Una vez que se ha adquirido la destreza en los movimientos básicos, es posible adaptar los kata de manera apropiada y enseñarlos. Al realizar los kata, es necesario llenarlos completamente con el espíritu de luchar seriamente contra un oponente, sin dejar lugar para descuidos ni siquiera por un instante, siguiendo fielmente las reglas del kendo y practicando de manera segura. Lo que se debe valorar en los kata no es solo la ejecución de los movimientos, sino también el espíritu que se pone en ellos. Si el espíritu y la concentración no están presentes, no importa cuán ágilmente se realicen, se reducirán a meras danzas o ejercicios físicos.

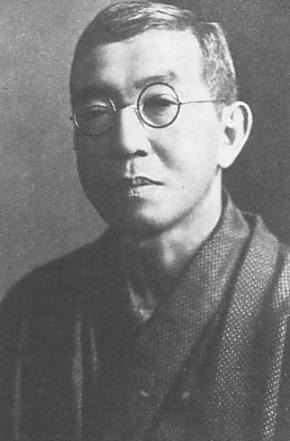
Iwasaburo Takano
1871-1949

Iwasaburō Takano (高野 岩三郎) consideró que las formas del kendo son la base fundamental de las técnicas de kendo. Estas formas son cuidadosamente seleccionadas y estructuradas para mejorar la postura, agudizar la visión, eliminar los hábitos defectuosos, guiar correctamente el movimiento de la espada, realizar movimientos ágiles y ligeros, realizar ataques precisos, comprender la distancia adecuada, elevar el espíritu y entrenar el ki. Son elementos extremadamente importantes.
Desde el principio, al practicar con armadura y participar en combates, si la postura y los movimientos se vuelven desordenados, si no se mide la distancia adecuada, si los ataques no son precisos, se desarrollarán muchos malos hábitos y el progreso será lento. Por lo tanto, en tiempos antiguos, era necesario comenzar siempre por las formas antes de llegar a los combates, siguiendo un orden secuencial. Una vez que uno se familiariza con los movimientos básicos, es apropiado intercambiar las formas de manera flexible y enseñar de acuerdo a la situación. Al practicar las formas, es importante dedicarse por completo, cargar con el espíritu de un enfrentamiento real, sin descuidar ni el más mínimo detalle, sin apresurarse ni siquiera un solo aliento. Debe practicarse siguiendo las reglas del kendo de manera precisa y segura. La importancia de las formas radica no solo en los movimientos en sí, sino también en la esencia misma, en el espíritu que se expresa. Si no se llena el espíritu y se descuida la cautela mental, no importa cuán hábilmente se realicen las formas, solo se convertirán en una simple danza o ejercicio físico.

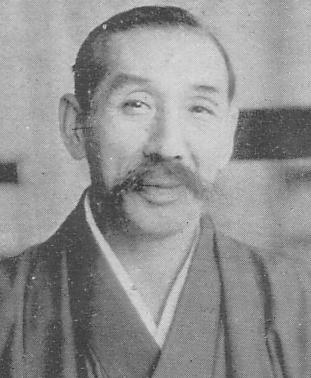
Nakayama en 1834

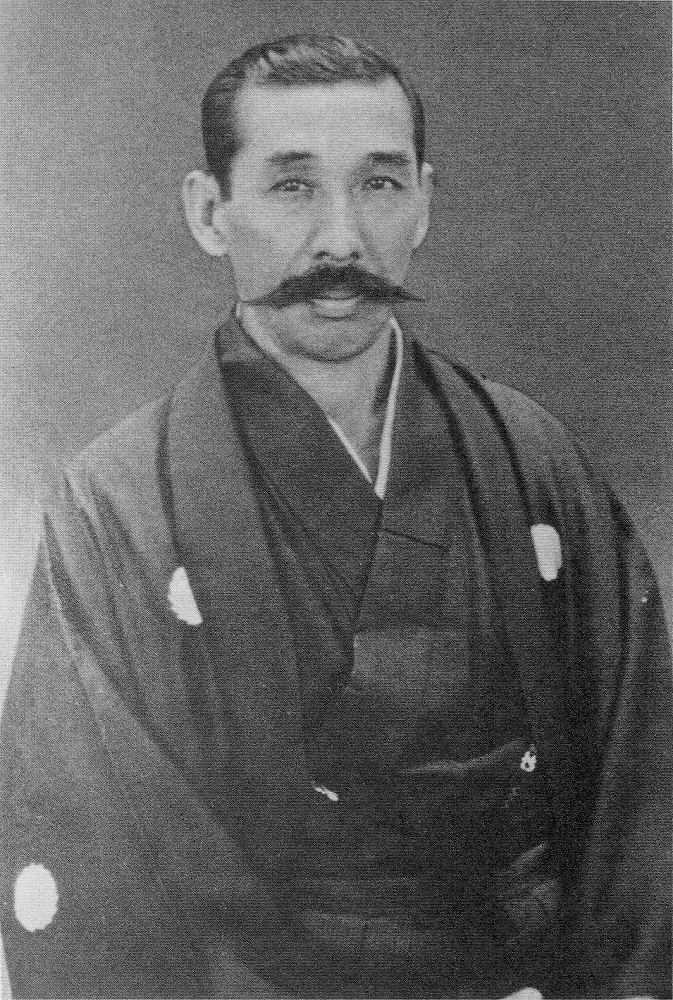
Nakayama Hakudō
1872-1958

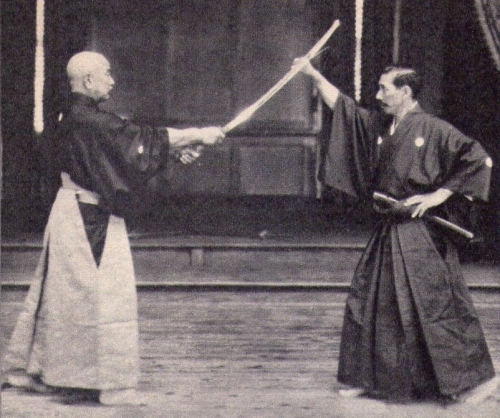
Takano Sasaburo e Nakayama Hakudō interpretando Kendo Kata

Nakayama Hakudō (中山 博道) en sus comentarios en la evaluación mencionó "Hoy en día, es comprensible que el flujo de los tiempos haya llevado a que se ignore por completo la existencia de las diferentes escuelas y que solo se valore la superioridad o inferioridad de las técnicas con shinai como herramienta principal. Sin embargo, al mismo tiempo, no debemos olvidar que existen personas que se esfuerzan por preservar y proteger la continuidad de las escuelas. Debemos considerar plenamente los sentimientos de estas personas y hacer todo lo posible desde el lado del shinai para acercarnos a ellas. Al menos los renshi, kyōshi y hanshi han invertido una cantidad considerable de tiempo y esfuerzo en su formación, por lo que no se puede decir en absoluto que no tengan forma alguna. En la actualidad, en un entorno donde el kendo competitivo es predominante, puede que sea incorrecto centrarse exclusivamente en las escuelas, pero dado que existe el término "budō" o "kendo", ¿no sería más apropiado decir que es un error no conocerlas? Adoptar la forma popular que se practica actualmente como la única y exclusiva forma del kendo, utilizarla como un medio para los exámenes después de solo unos días de entrenamiento y luego ignorarla por completo, esta es la situación actual en la mayoría de los casos, y realmente no hay mucho que se pueda hacer al respecto. Además, muchos de estos examinados no han experimentado suficiente dificultad. Aunque ocupen posiciones de liderazgo y orientación, tanto expertos como no expertos, si solo ven los exámenes de grado como un medio y luego actúan con indiferencia, es comprensible que se diga que su enfoque es superficial y que el aprendizaje apresurado es excesivo." La All Japan Kendo Federation, que considera que el kendo se resume en una sola forma, está subestimando y trivializando esta vía. No es algo tan sencillo ni superficial como ellos creen.

## Formas de Kendo de Japón
En 1952, se estableció la Federación Japonesa de Kendo y se cambió el nombre a 'Nihon kendo kata' (Formas de kendo de Japón). En el año 56 de la era Shōwa (1981), la Federación Japonesa de Kendo modificó la redacción del texto original de las formas de kendo y creó el 'Libro de Explicaciones de las Formas de Kendo de Japón' utilizando el sistema de escritura kana moderno, el cual se ha convertido en el libro de enseñanza oficial hasta la actualidad".

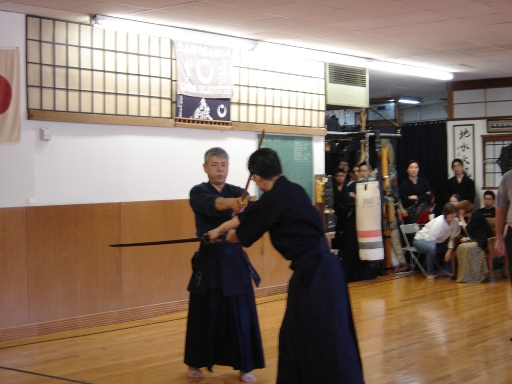
Práctica de Kendo Kata en Dojo

Se compone de un total de diez formas: siete formas de tachi y tres formas de kodachi. El Uchidachi (atacante) se considera la posición del 'maestro', mientras que el Shidachi (defensor) se considera la posición del 'discípulo'. Los practicantes más avanzados (de mayor edad) asumen el rol de Uchidachi, mientras que los practicantes menos experimentados (novatos) asumen el rol de Shidachi.
A continuación, se detallan las posiciones:
| Kata | Tachi vs Tachi   | Guardia de salida     | Guardia de salida          |
| Kata | Tachi vs Tachi   | Uchidachi             | Shidachi                   |
| ---- | ---------------- | --------------------- | -------------------------- |
| 1    | Ippon-me         | Hidari-jodan-no-kamae | Migi-jodan-no-kamae        |
| 2    | Nihon-me         | Chudan-no-kamae       | Chudan-no-kamae            |
| 3    | Sanbon-me        | Gedan-no-kamae        | Gedan-no-kamae             |
| 4    | Yonhon-me        | Hasso-no-kamae        | Waki-gamae                 |
| 5    | Gohon-me         | Hidari-jodan-no-kamae | Hiraseigan-no-kamae        |
| 6    | Roppon-me        | Chudan-no-kamae       | Gedan-no-kamae             |
| 7    | Nanahon-me       | Chudan-no-kamae       | Chudan-no-kamae            |
| Kata | Tachi vs Kodachi | Uchidachi (daitō)     | Shidachi (shōtō)           |
| 1    | Ippon-me         | Hidari-jodan-no-kamae | Migi-hanmi-chudan-no-kamae |
| 2    | Nihon-me         | Gedan-no-kamae        | Migi-hanmi-chudan-no-kamae |
| 3    | Sanbon-me        | Chudan-no-kamae       | Migi-hanmi-gedan-no-kamae  |

Nombre de la técnica
Kata 1: Ippon-me: Men - Nuki - Men
Kata 2: Nihon-me: Kote - Nuki - Kote
Kata 3: Sanbon-me: Tsuki - Kaeshi (Nayashi) - Tsuki
Kata 4: Yonhon-me: Suki - Kaeshi - Men
Kata 5: Gohon-me: Men - Suriage - Men
Kata 6: Roppon-me: Kote - Suriage - Kote
Kata 7: Nanahon-me: Nuki - Dō

## Práctica
Durante las prácticas habituales, se utiliza un kendogi (vestimenta para la práctica de kendo) y una bokken (espada de madera). Sin embargo, durante las actuaciones públicas, se viste un hakama con pliegues (cinco por delante y dos por detrás) (no se usan tabi, haori, ni tasuki), y se utiliza una katana de metal con una hoja sin filo. Sin embargo, en la actualidad, es más común utilizar una espada simulada.

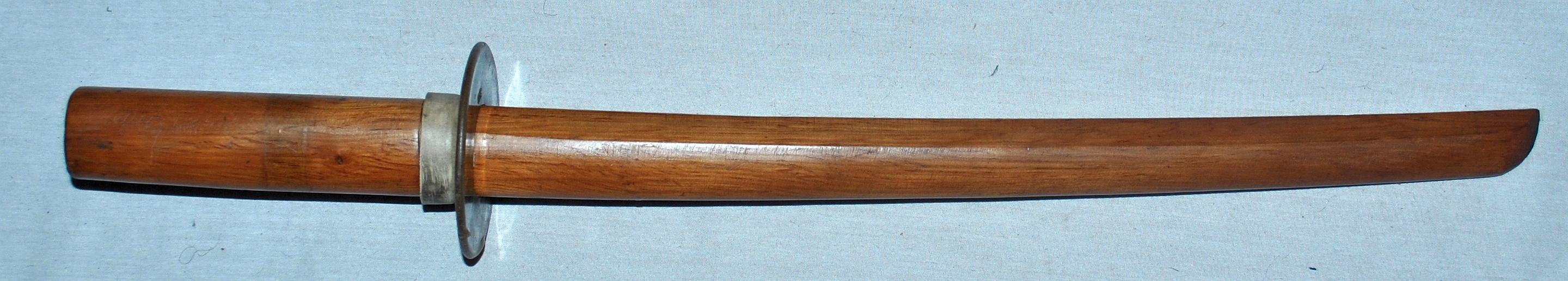
Kodachi

Ambos participantes sostienen una espada o kodachi (espada corta) en la mano derecha. El Uchidachi (atacante) ingresa primero, seguido por el Shidachi (defensor). Ambos se sientan en seiza (posición formal de rodillas) frente a frente, se inclinan en señal de respeto y colocan sus grandes espadas en la cintura (sin usar la cordón). En este momento, aún no se coloca la kodachi. El Uchidachi se levanta, y ambos se colocan de pie para que la línea que conecta al Uchidachi y al Shidachi esté paralela al frente, y la distancia entre ellos sea de nueve pasos. Una vez que ambos están mirando al frente, se inclinan mutuamente, luego se inclinan nuevamente frente a frente, y se acercan a una distancia de un paso de espada mientras sacan la espada (o bokken) y juntan las puntas en un saludo llamado sonkyo. Luego, se ponen de pie, deshacen la postura y retroceden nueve pasos en cinco pasos. Luego, toman posición con la espada, avanzan tres pasos para alcanzar la distancia de un paso de espada, y realizan la primera forma. Después de completarla, regresan nueve pasos en cinco pasos sin hacer sonkyo, y repiten el proceso hasta la séptima forma. A continuación, realizan las tres formas de kodachi, y finalmente, hacen sonkyo, guardan la espada y retroceden nueve pasos en cinco pasos para hacer una reverencia mutua y una reverencia frontal para finalizar."

## Puntos claves del Kendo Kata
La Federación Japonesa de Kendo reconoce la gran importancia de transmitir correctamente las formas tradicionales del kendo, que son parte de nuestra cultura nacional, a las generaciones futuras. Para aprender el kendo basado en una técnica de espada correcta, es necesario incorporar las formas del kendo japonés en la práctica habitual. Se han establecido los siguientes puntos clave para lograr una correcta adquisición de las formas del kendo japonés. Los puntos en azul son consideraciones especiales.
1. Etiqueta antes y después de la ceremonia, comportamiento durante la ceremonia y manejo de la espada.
2. Manipulación adecuada de la espada (o bokken), incluyendo la línea de corte, la posición de la mano, el uso del shinogi (lomo) y la agilidad corporal.
3. Comprender la relación entre el uchidachi (portador del sable) y el shidachi (ejecutor del sable), sincronizar la respiración y, como regla general, el shidachi no debe iniciar el movimiento antes que el uchidachi.
4. Cuando el uchidachi se encuentra a distancia, aprovechar la oportunidad para golpear el objetivo de manera precisa, y el shidachi debe golpear el objetivo correctamente en la parte designada sin perder oportunidades.
5. Durante la realización de las formas, tener en cuenta la concentración visual, la respiración y la persistencia mental, y realizar las formas con un espíritu vigoroso y sin relajar la concentración en ningún momento.

### Ceremonia de enfrentamiento
Etiqueta antes y después de la ceremonia de enfrentamiento.
Antes y después de la ceremonia de enfrentamiento, se llevan a cabo los siguientes pasos:
1. Sostener la espada (o bokken) en la mano derecha.
2. En posición de sentado, enfrentarse a una distancia de aproximadamente tres pasos.
3. Sentarse en seiza (posición de rodillas sobre el tatami).
4. Colocar la espada con la hoja hacia adentro y el guardamano alineado con la línea de la rodilla derecha, descansando en el costado derecho.
5. Realizar un saludo mutuo.

### Detalles adicionales
1. La forma de sostener la espada en el shidachi (ejecutor del sable) implica sostener el kodachi (espada pequeña) con el pulgar y el índice de la mano derecha, y sostener el tachi (espada grande) con el lado derecho del índice y los tres dedos restantes. Ambas espadas deben ser sostenidas en paralelo.
2. La posición para sentarse no está estrictamente especificada, pero es preferible que sea en el centro. No es necesario colocar el uchidachi (portador del sable) en el lado derecho, mirando hacia el lado superior.
3. Retroceder aproximadamente medio paso con el pie izquierdo y sentarse en el orden de la rodilla izquierda y la rodilla derecha.
4. El kodachi se coloca en el interior del tachi. También se permite sostenerlo con la mano izquierda para un manejo adecuado.
5. Ambas manos se colocan simultáneamente.

La distancia de enfrentamiento se considera aproximadamente nueve pasos.
El saludo hacia el lado superior se realiza inclinando el torso aproximadamente 30 grados hacia adelante. El saludo mutuo se realiza con el torso inclinado aproximadamente 15 grados hacia adelante, manteniendo la atención.

## Significado de Kendo Kata
La explicación de las Kata del Kendo japonés del 1 al 10 aquí no tiene la intención de describir en detalle las Kata reales del Kendo que se pueden aprender leyendo el manual de instrucciones, viendo en YouTube o asistiendo a un seminario de Kendo Kata. Sin embargo, su objetivo es presentar aquí el verdadero significado de cada Kata del Kendo explicada en el sitio de estudio del Kendo por はくどー庵/佐々木博嗣, el sensei Sasaki Hirotsugu.
Sasaki Hirotsugu sensei clasifica las Kata de Kendo en tres grupos basados en su contenido y propósito:
1. "Enseña las técnicas"
2. "Enseña la razón/principio" y
3. "Enseña el camino de la verdad/meta".[19]

Cuando se observa la Kata de Kendo desde el punto de vista de los pensamientos e ideas para el corte, se puede clasificar en tres casos:
1. "Corte para matar la vida por justicia"
2. "Corte para matar la técnica por misericordia" y
3. "Corte para matar el corazón por valentía".[19]

En tiempos antiguos, la batalla y la conquista en la guerra eran consideradas como un acto de justicia para los clanes, ya que les proporcionaban la posibilidad de obtener más tierras de cultivo. Esto, a su vez, se traducía en una mayor producción de alimentos, lo cual era fundamental para asegurar el bienestar de su pueblo. Con el fin de alcanzar esta justicia deseada, los miembros del clan no solo se dedicaban a estudiar a sus enemigos, sino que también se enfocaban en conocerse a sí mismos y entender a fondo todas las situaciones que pudieran surgir en el campo de batalla. Este enfoque en el estudio y la preparación les permitía estar mejor equipados para lograr la victoria en la contienda, asegurando así la justa distribución de los recursos y la prosperidad de su comunidad.

### Kendo Kata #1: Tachi no Kata (太刀の形), Ippon-Me (一本目)
En el Ippon-Me, Uchidachi, el maestro, enseña a Shidachi, el estudiante, sobre la importancia del Ma-Ai básico en el Kendo. Utilizando la técnica "Men Nuki Men" desde la posición de Morote-Jōdan, aprenden sobre el Ma-Ai de Issoku Itto, que es la distancia básica utilizando la punta del Shinai como guía. Sin embargo, se destaca que el Ma-Ai tiene un significado original más profundo, siendo una distancia relativa entre los dos competidores en confrontación y no se limita a la posición del Kensaki. Durante el combate, Shidachi logra esquivar el ataque de Uchidachi al retirar rápidamente sus manos y moverse lo suficiente para que la punta del arma pase a una distancia mínima frente a su rostro, en lo que se conoce como Mikiru Ma-Ai. Aprovechando esta oportunidad, Shidachi contraataca con un golpe Men y logra derrotar a Uchidachi.
Tras el enfrentamiento, Uchidachi da un pequeño paso atrás con el pie izquierdo y baja la punta de su arma a la posición de Gedan. Esta acción simboliza una especie de pantomima de su muerte, similar a las representaciones de Chambara, donde los samuráis muertos a veces se alejan de la escena para continuar con la obra. Shidachi, aunque asume que Uchidachi está gravemente herido en el suelo, no está seguro si ha fallecido. Por lo tanto, muestra Zanshin al colocar la punta de su arma cerca de su rostro mientras da un pequeño paso hacia atrás. Luego, exhibe su postura de victoria, adoptando un Morote Hidari-Jōdan amplio, expresando que se ha hecho justicia al lograr que Uchidachi dé un segundo paso atrás. Hanshi Inouye sensei destaca que esta acción no se limita a mostrar una postura de victoria, sino que también expresa arrepentimiento y oración, ya que reclamar justicia y quitarle la vida a alguien no necesariamente es lo correcto.

### Kendo Kata #2: Tachi no Kata (太刀の形), Nihon-Me (二本目)
En el Nihon-Me, Uchidachi enseña a Shidachi la importancia de la Seichūsen en Kendo, utilizando la técnica "Kote Nuki Kote" desde la posición de Chūdan. La Seichūsen no es solo una línea como sugiere su nombre, sino que define la posición estándar, la dirección a la que se enfrenta, el Ma-Ai en relación con el oponente y la postura adecuada.Se aprende a colocarse frente a frente con el oponente, manteniendo una distancia adecuada para golpear el objetivo directamente en el centro del cuerpo. Uchidachi muestra su corte de Seichūsen a Shidachi sin apuntar a su Kote, lo cual requeriría mover ligeramente el cuerpo hacia la izquierda. Shidachi responde con la técnica "Kote Nuki Kote" manteniendo un Seichūsen adecuado. Para ello, bloquea el Kensen de Uchidachi con su cuerpo, moviéndose diagonalmente hacia atrás a la izquierda con su pie izquierdo y manteniendo su Seichūsen, y luego realiza un corte avanzando.
La postura de Chūdan simboliza el Jin, que representa la compasión y la preocupación por los demás. Aunque el deseo del corazón es evitar el conflicto, el Ki, o sentimiento, no consiste en defenderse o escapar de la batalla, sino en ganar a través de la determinación de Sen Sen no Sen. Uchidachi nota la determinación de Shidachi en su postura de Chūdan y ve que se detiene en el Ma-Ai correcto. Por lo tanto, Uchidachi elige realizar un corte en el Kote en un movimiento amplio, a diferencia de la Kata #1, donde el corte es Kiritsuke, un corte no letal en el brazo de Shidachi.El Tai-Sabaki, o movimiento corporal, de Shidachi frente a Uchidachi con una determinación sólida, bloqueando el Seichūsen de Uchidachi y tomando su propio Seichūsen, es lo más básico en cualquier arte marcial. Aprovechando esta posición, Shidachi toma el control de la situación y contraataca con un golpe en el Kote. "Kote Nuki Men" es una técnica de Kendo más común que "Kote Nuki Kote", pero se eligió esta última para mostrar el concepto de Jin. Es importante destacar que la Kata #1 busca eliminar la vida del enemigo y ganar, mientras que la Kata #2 busca deshabilitar el espíritu de lucha del enemigo. Dado que Uchidachi permanece con el brazo herido, Shidachi mantiene la postura de Chūdan con una determinación sólida como su Zanshin. El sensei Hanshi Inouye destaca que la Kata #1 enseña "Técnicas para ganar" y la Kata #2 enseña el comienzo del "Camino para ganar". El entrenamiento de Kendo se transforma de enfocarse en las técnicas hacia el camino. Continuemos con la Kendo Kata #3 para ver cómo evolucionan estos conceptos.

### Kendo Kata #3: Tachi no Kata (太刀の形), Sanbon-Me(三本目)
En el tercer ejercicio de Kendo Kata, Uchidachi está enseñando a Shidachi la importancia de tomar el centro del oponente mediante el seme en el Chūchin (centro) utilizando la técnica "Tsuki Nayashi-ire Tsuki" desde la posición de Gedan. A diferencia de lo que se suele hacer, en este ejercicio se utiliza el movimiento Nayashi para mantener el Kensen y la mano izquierda siempre en el centro y desestabilizar al oponente. Existen dos formas de tomar el centro: una es presionando físicamente el centro utilizando el Kensen, y la otra es elegir el momento oportuno entre dos movimientos, conocido como "Datotsu Chance". En este ejercicio, se aprovechan tres oportunidades conocidas para atacar al oponente.
Durante el ejercicio, Uchidachi realiza un ataque al plexo solar de Shidachi, quien responde con un "Nayashi-ire Tsuki". Esta oportunidad se llama "waza ga tsukita tokoro" y consiste en capturar el momento entre la aparición y la efectividad del ataque. Shidachi también realiza un contraataque después de bloquear el ataque de Uchidachi, aprovechando la oportunidad llamada "degashira" u "Okorigashira", que se basa en el momento entre la preparación del oponente y su intento de golpear. Finalmente, Shidachi persigue a Uchidachi cuando este retrocede, aprovechando el momento en el que Uchidachi se encuentra desequilibrado y aún no es consciente de la situación. Este ejercicio de Kendo Kata también enseña los principios fundamentales del Kendo tanto en el ataque como en la defensa. La postura de Gedan simboliza el coraje y la determinación de enfrentar cualquier situación sin miedo.
El "Fudōshin" es el verdadero coraje que permite manejar cualquier tarea con calma y compostura. En el entrenamiento de Kendo, la postura de Gedan se considera una postura de existencia y no existencia, sin pensamiento de pelear o ganar. Durante una prueba de habilidad, Uchidachi pone a prueba el "Fudōshin" de Shidachi elevando su Kensen hacia la postura de Chūdan. Shidachi reacciona de manera natural y contraataca con determinación. Aunque Uchidachi intenta bloquear los ataques, Shidachi persiste y termina el combate sin golpear, mostrando el concepto de Katsujinken. El sentido de Kendo de la Kata #3 enseña la importancia de proteger a los demás en lugar de buscar la victoria personal. Sin embargo, Nakayama Hiromichi lamenta que este aspecto del Kendo Kata no se comunique correctamente en la actualidad.
El corazón se vuelve salvaje y vulgar si se muestra en la mesa, pero el verdadero coraje es el "Fudōshin" (corazón inamovible) que puede manejar cualquier tarea con calma y compostura. La postura de Gedan se considera como existencia y no existencia, postura sin mente o postura natural. No hay pensamiento de pelear o no pelear, ni sentimiento de ganar o perder. En la Kendo Kata #3, Uchidachi pone a prueba el "Fudōshin" de Shidachi elevando silenciosamente su Kensen hacia la postura de Chūdan. Shidachi reacciona de manera natural y sigue los movimientos de Uchidachi como una sombra. Si Shidachi realiza movimientos innecesarios, su habilidad en Kendo necesita mejorar. Sin embargo, Shidachi mantiene su "Fudōshin" y contraataca apuntando al corazón de Uchidachi. Uchidachi bloquea con dificultad y trata de contraatacar, pero Shidachi continúa el contraataque con "Fudōshin". Uchidachi retrocede inconscientemente y Shidachi lo persigue, terminando el combate sin golpear a Uchidachi, en lo que se llama Katsujinken (espada que da vida). El sensei Hanshi Inouye explica que la Kendo Kata #3 enseña el entrenamiento de Kendo desde las técnicas hasta el Camino, y la diferencia entre el Kendo como competencia deportiva y el Kendo como Budo o Bushido. Si el objetivo final del entrenamiento de Kendo es ganar sin golpear al oponente, es interesante saber que el enfoque no está en protegernos a nosotros mismos, sino en proteger a los demás. El sensei Nakayama Hiromichi lamenta que en la actualidad no se comunique correctamente esta parte del Kendo Kata.

### Kendo Kata #4: Tachi no Kata (太刀の形), Yonhon-Me (四本目)
En el Yonhon-Me, Uchidachi está enseñando a Shidachi la importancia del Ai-Uchi Men o Ai-Men, eligiendo Waki-gamae para Shidachi en contra de Hasso no kamae para Uchidachi. Ambas posturas tienen el problema común de no mostrar la longitud de la espada, especialmente Waki-gamae. Por lo tanto, algunos instructores pueden decir que se den tres pequeños pasos y se golpee desde la distancia de Tōma. Sin embargo, esto no parece correcto porque conoces la longitud de tu espada; por lo tanto, te acercas a tu distancia de Issoku-Itto (Uchi-ma) y golpeas. La técnica de Kendo con la espada es un ataque a la cara con un corte no letal llamado Kiritsuke. Es tan crucial que entrenes esta técnica de Ai-Men aprendida en la Kata #1 con Mikiru Ma-Ai, tomando Seichūsen con Hidari Shinogi y Mikiri wo Tsukeru (evadir apenas con una distancia mínima) para salvarte del ataque del oponente.
Después del Ai-Men, Uchidachi adopta la postura de Chūdan, retrocediendo cuidadosamente con el pie izquierdo para establecer su Ma-Ai. Este movimiento impresionante es similar al movimiento que haces al separarte del Tsubazeriai. Shidachi se mantiene con un buen Kigurai (dignidad) sin retroceder, pero enfocándose en ganar el Chūchin (centro) para tener la oportunidad de Datotsu. Por esta razón, Uchidachi, tratando de ganar el centro, reacciona con Makiosae, Surikomi-Tsuki. Shidachi captura el Okori o el Debana, utiliza la técnica Maki-Kaeshi Men y gana, desviando la espada de Uchidachi y desequilibrándolo. Aquí está la enseñanza de no retroceder como principio del Kendo.

### Kendo Kata #5: Tachi no Kata (太刀の形), Gohon-Me (五本目)
En el Gohon-Me, Uchidachi enseña a Shidachi la técnica Oji-Waza, Men Suriage Men, y destaca la importancia del Kigurai y el concepto de Sen Sen no Sen al usar Oji-Waza. Esta técnica se aprende después de dominar el Ma-Ai, el corte en Seichusen, el seme en Chūshin y el Ai-Men en las Katas anteriores. A través del entrenamiento intensivo de Ai-Men, se adquiere la habilidad de reconocer oportunidades de ataque (Datotsu no Kikai) y la técnica de evadir un corte (Mikiri) con precisión. Durante la práctica, Uchidachi apunta al rostro de Shidachi desde una posición alta, mientras que Shidachi coloca su espada frente al puño izquierdo de Uchidachi. Uchidachi realiza un ataque a Men y Shidachi lo evita hábilmente, desviando la espada de Uchidachi y contraatacando de inmediato. Esta técnica se conoce como Men Omote Suriage Men.
La técnica de espada se basa en destruir la defensa del oponente mediante el corte inicial (Kiritsuke) y luego realizar un golpe final (Kirioroshi). Si el practicante logra evadir con confianza el ataque inicial del oponente y desequilibrarlo con el contraataque, puede considerarse un golpe exitoso. Esta estrategia se basa en la idea de Sen Sen no Sen y demuestra la importancia de mantener una actitud decidida (Kigurai) durante el combate. En resumen, en el Gohon-Me se enfoca en enseñar la técnica Oji-Waza, específicamente Men Suriage Men. Se destaca la importancia de la actitud decidida y la capacidad de reconocer oportunidades de ataque. Además, se resalta la importancia de dominar el arte de evadir un corte con precisión.

### Kendo Kata #6: Tachi no Kata (太刀の形), Roppon-Me (六本目)
En el Roppon-Me, Uchidachi está enseñando a Shidachi un nuevo seme basado en el dominio del Oji Waza Men Suriage Men, que se aprende en la Kata #5. Al dominar esta técnica, se adquiere confianza y compostura frente a los ataques del oponente, lo que se refleja en una actitud serena y segura en el Kendo. En esta se produce un cambio en el patrón habitual, ya que Shidachi toma la iniciativa en el movimiento, a diferencia de las otras Katas en las que Uchidachi comienza. Esto se debe a que Uchidachi cambia su postura de Chūdan a Seigan, y Shidachi responde adoptando la postura de Gedan.
Durante el combate, Shidachi presiona a Uchidachi desde Gedan con un fuerte espíritu de seme, mientras Uchidachi intenta suprimir el ataque. Sin embargo, Shidachi mantiene la calma y evita los movimientos anticipados de Uchidachi. En un momento clave, Shidachi contraataca con un movimiento rápido y preciso, desviando el ataque de Kote de Uchidachi y realizando su propio golpe a Kote, conocido como Kote Suriage Kote. En esta Kata se enfatiza la importancia del seme y la compostura en el Kendo. Shidachi demuestra su habilidad para mantener la calma y contraatacar de manera efectiva, aprovechando las oportunidades surgidas a partir de la técnica del Oji Waza. El seme de Shidachi enseña lo que se conoce como "Sansappō, (三殺法, método de las 3 muertes)"
1. Ki wo Koroshi, 気を殺し (matar el Ki),
2. Ken wo Koroshi, 剣を殺し (matar la espada) y
3. Waza wo Koroshi, 技を殺し (matar la técnica) y luego atacar.

Este método se relaciona con la idea de anular el Ki (気, espíritu), el Ken (剣, espada) y el Tai (体, cuerpo), donde el Tai, en este caso, se refiere a la técnica que el cuerpo ha adquirido. En el corte de Kote en la Kata #6 tiene como objetivo restringir la función del oponente mediante una lesión, mientras que en la Kata #2 busca cortar el brazo derecho de Uchidachi. A pesar de sufrir una lesión, Uchidachi retrocede valientemente y trata de contraatacar, pero Shidachi lo persigue de cerca con una postura Jōdan, impidiendo cualquier oportunidad de contraataque. Uchidachi reconoce su derrota al encontrarse fuera de su posición defensiva y sin posibilidad de recuperarse.

### Kendo Kata #7: Tachi no Kata (太刀の形), Nanahon-Me(七本目)
En el Nanahon-Me, Uchidachi está enseñando a Shidachi un nivel de habilidad más avanzado del seme para sacar a su oponente y ganar, conocido como "Kassatsujizai no Ken" o "espada que permite la vida o la muerte a voluntad", como aplicación del Sansappō (método de las 3 muertes) aprendido en la Kata #6. La frase "Kassatsujizai no Ken" significa "La capacidad de perdonar o no la vida está dentro de uno mismo en el camino del Kendo. Está en su Tenouchi (voluntad) y corazón". En la Kata #7, Uchidachi presiona a Shidachi con un seme en el Chūchin (centro principal) al avanzar.
El seme de Shidachi aprovecha el movimiento de su oponente para provocar un ataque a Men, empujando la espada hacia adelante y retrocediendo con su Kensen alejado del centro. Al empujar la espada hacia adelante, retroceder un poco y mantener la espada elevada desde abajo con el Kensen fuera del centro, se satisface simultáneamente el instinto de éxito de Uchidachi en el seme para el ataque a Men. El movimiento de Shidachi pareció como si Uchidachi hubiera anulado su ki, ken y waza para realizar el ataque a Men. Por lo tanto, Shidachi, sabiendo que Uchidachi va por el Men, puede atacar su Dō a voluntad. Creo que la razón por la que Uchidachi da un paso con el pie izquierdo en Ayumi-Ashi para el ataque a Men es para ilustrar que está utilizando el Tsugi-Ashi, como se puede ver si se combinan los dos movimientos (su seme y el Men-Uchi).
Aquí, creo que el movimiento Tsugi-Ashi (más parecido a Ayumi-Ashi) se divide en dos partes para mostrar los detalles de los movimientos de Shidachi como actor desde el punto de vista de Uchidachi para el Sansappō (método de las 3 muertes). Este ataque a Dō de Shidachi es realmente el "Kassatsujizai", porque atrajo a Uchidachi a realizar un ataque a Men para que él pudiera atacar a Dō según lo establecido por los movimientos de seme. Puede cortar a través del Dō para matar, cortar su piel o simplemente cortar el cinturón del Hakama. Uchidachi, derrotado de esta manera, se enfrenta a Shidachi impotente y vuelve a la posición inicial en armonía junto con Shidachi, agradeciéndole su clemencia.

### Kendo Kata #8: Kodachi no Kata (小太刀の形), Ippon-Me (一本目)
En el Kodachi Ippon-Me, Uchidachi está enseñando a Shidachi el significado del espíritu Shin (真). El Shin (真) es el corazón de una mente atenta y vigilante que no permite ningún error. En términos de Kendo, es la actitud de cortar de manera justa y precisa desde la Kamae sin ningún momento de descuido y sin dar oportunidad a tu oponente. Uchidachi adopta la postura Morote Hidari Jōdan (諸手左上段). Shidachi sostiene el Kodachi (小太刀) con la mano derecha y toma la postura Chūdan Hanmi (中段半身) con la intención de cortar diagonalmente el puño del oponente. Hanmi (半身) generalmente se refiere a la postura con el pie derecho adelante, dando un paso con el pie derecho y girando el cuerpo hacia un lado mientras se enfrenta al oponente.
A medida que Uchidachi avanza, Shidachi se mueve con el espíritu Shin (真). Tan pronto como Uchidachi se acerca a su Ma-Ai, Shidachi realiza el seme Irimi (入見, extendiendo el Kensaki con el hombro derecho hacia adelante) para provocar el ataque a Men de Uchidachi. Luego, él parry y golpea a Men. Utiliza la técnica Hidari Ukenagashi (左受け流し) con Hidari Shinogi (左鎬), levantando su mano por encima de la cabeza mientras abre su cuerpo hacia la derecha. Técnicamente hablando, la waza utilizada debería ser Migi SuriMukaeUke/Hidari Ukenagashi (右すり迎え受け/左受け流し). Esta waza fue demostrada una vez por el sensei Nakayama Hakudo (中山博道) junto con el sensei Takano Sasaburō (高野佐三郎).

### Kendo Kata # 9: Kodachi no Kata (小太刀の形), Nihon-Me (二本目)
En el Kodachi Nihon-Me, Uchidachi está enseñando a Shidachi el significado del espíritu Gyou (行). El Gyou (行), como en Gyou-Sho (行書), es el corazón de una mente flexible que toma medidas adecuadas para enfrentar la situación bajo el espíritu Shin (真). En términos de Kendo, es la actitud de cortar de manera justa y precisa después de prohibir los movimientos del oponente y luego presionarlo para provocar su ataque a Men, como en la Kata #1 del Kodachi.
Uchidachi adopta la postura Gedan (下段), y Shidachi adopta la postura Chūdan Hanmi (半身). Cuando ambos se acercan al Ma-Ai adecuado, Uchidachi comienza a llevar su Kensen a la postura Chūdan. Shidachi lo suprime hacia abajo con el seme Irimi (入身), como si estuviera saltando hacia el área del pecho de Uchidachi para aprovechar el Ma-Ai del Kodachi. Uchidachi reacciona de inmediato y se abre a Waki Gamae para tomar su Ma-Ai, pero Shidachi intenta nuevamente el seme Irimi (入身). Uchidachi, por lo tanto, cambia a la postura Morote Hidari Jōdan y golpea a Men. Shidachi parry y golpea a Men. Utiliza la técnica Migi Ukenagashi (右受け流し) con Migi Shinogi (右鎬), levantando su mano por encima de la cabeza mientras abre su cuerpo hacia la izquierda. Además, sostiene el brazo derecho de Uchidachi en el codo desde arriba y muestra Zanshin con su Kensen apuntando a la garganta de Uchidachi. Técnicamente hablando, la waza utilizada debería ser Hidari SuriMukaeUke / Migi Ukenagashi (左すり迎え受け/右受け流し).

### Kendo Kata #10: Kodachi no Kata (小太刀の形), Sanbon-Me (三本目)
En el Kodachi Sanbon-Me, Uchidachi está enseñando a Shidachi el significado del espíritu Sō (草). El Sō (草), como en Sō-Sho (草書), es el corazón de una mente desapegada que abre el Kamae para permitir que el oponente lo intente primero. En términos de Kendo, es la actitud de ganar de manera justa y precisa sin cortar después de permitir que el oponente haga lo que quiera y defender cada situación.
Uchidachi adopta la postura Chūdan (中段), y Shidachi adopta la postura Gedan Hanmi (下段半身) sin la sensación de kamae. A medida que Uchidachi avanza, Shidachi se mueve audazmente suprimiendo el Sen y realiza el seme Irimi (入身); por lo tanto, Uchidachi inmediatamente realiza un ataque a Men utilizando el Furikaburi (振りかぶり) de la postura Morote Migi Jōdan. Shidachi parry este ataque de Motodachi usando las técnicas Suriage/Suriotoshi (すり上げ/すり落とし) y lo intenta nuevamente con el seme Irimi (入身); por lo tanto, Uchidachi no puede atacar a Men, por lo que rápidamente va por el ataque a Dō. Sin embargo, Shidachi parry su ataque nuevamente usando la técnica Hidari Shinogi Surinagashi/Surikomi (すり流し/すり込み), y presiona su espada en Tsubamoto y sostiene su brazo derecho en el codo desde el costado y bloquea su cuerpo superior. Por lo tanto, Uchidachi retrocede para escapar, y Shidachi continúa su seme siguiendo sus pasos y muestra Zanshin con el Kensen apuntando a la garganta de Uchidachi. Shidachi vuelve a la posición inicial desde el pie izquierdo.

## Posturas en Kendo Kata
Las Kata de Kendo #1 a #3 fueron introducidas por el antiguo Ministerio de Educación en una escuela secundaria dentro del antiguo sistema educativo en Japón en 1911. Se menciona que Uchidachi y Shidachi adoptan las mismas posturas de kamae, Jōdan, Chūdan y Gedan, respectivamente, en las Kata #1, #2 y #3. Por otro lado, las Kata #4 a #10 fueron introducidas por la antigua organización Dai-Nippon Butokukai en 1912, y a diferencia de las Kata #1 a #3, en las Kata #4 a #10 se utilizan diferentes posturas de kamae.
Las posturas de kamae se distinguen entre In (陰, la sombra) y Yō (陽, el sol). Esta teoría Yin y yang (陰陽説) se deriva del concepto de "donde hay luz, hay sombra", y no son absolutas, sino relativas. Por ejemplo, la luz de una vela durante el día es In (陰), pero durante la noche es Yō (陽). Cuando se aplica esta teoría al kamae del Kendo, se podría pensar que Jōdan es Yō (陽) y Gedan es In (陰), pero esto es un error. Aquel que se mueve hacia arriba desde la parte inferior es Yō (陽, el sol), y aquel que se mueve hacia abajo desde la parte superior es In (陰, la sombra).
A cada postura de kamae se le asigna un carácter chino:
1. Hi (火, fuego)
2. Mizu (水, agua)
3. Tsuchi (土, tierra)
4. Ki (木, árbol)
5. Kin (金, oro)

Respectivamente para Jōdan, Chūdan, Gedan, Hassō y Waki-gamae.
1. Hi (火, fuego) vence a Kin (金, oro)
2. Mizu (水, agua) vence a Hi (火, fuego)
3. Tsuchi (土, tierra) vence a Mizu (水, agua)
4. Ki (木, árbol) vence a Tsuchi (土, tierra)
5. Kin (金, oro) vence a Ki (木, árbol).

Esta teoría se conoce como In Yo Go Gyō Setsu (陰陽五行説). Por lo tanto, Shidachi elige la postura de Waki-gamae contra la postura de Hassō de Uchidachi para ganar en la Kata #4, Chūdan contra Jōdan en la Kata #5 y Gedan contra Chūdan en la Kata #6.

## Bokuto Ni Yoru Kendo Kihon-waza Keiko-ho
En el año 2003 se estableció el "Método de práctica de técnicas básicas de kendo con bokken" como una etapa previa al aprendizaje de las formas del kendo japonés. Es una nueva forma de entrenamiento con bokken que se puede trasladar directamente al kendo con bogu. Bokuto Ni Yoru Kendo Kihon-waza Keiko-ho también facilita el aprendizaje de la Nihon Kendo Kata, y por esta razón fue adoptado por la Federación de Kendo de Japón para su uso en escuelas primarias y secundarias. Mientras que la Nihon Kendo Kata utiliza los cinco kamae, Bokuto Ni Yoru Kendo Kihon-waza Keiko-ho utiliza solo Chūdan-no-kamae, la postura más común. En lugar de roles de estudiante y profesor, existen los roles iguales de Motodachi y Kakarite. El Motodachi recibe las técnicas de waza del Kakarite. Las primeras cuatro técnicas de waza se centran en técnicas de iniciación de ataque, mientras que las cinco finales se centran en técnicas para responder a un ataque.
| Nombre y la técnica         | Ataque                       |
| --------------------------- | ---------------------------- |
| Kihon 1: Ippon-uchi no waza | Men, Kote, Dō, Tsuki         |
| Kihon 2: Renzoku no waza    | Kote, Men                    |
| Kihon 3: Harai waza         | Harai Men                    |
| Kihon 4: Hiki waza          | Tsubazeriai kara no Hiki Doh |
| Kihon 5: Nuki waza          | Men, Nuki Doh                |
| Kihon 6: Suriage waza       | Kote, Suriage Men            |
| Kihon 7: Debana waza        | Debana kote                  |
| Kihon 8: Kaeshi waza        | Men, Kaeshi Migi-Doh         |
| Kihon 9: Uchiotoshi waza    | Doh uchiotoshi Men           |